# Sokolinaja Gora (stanice Moskevského centrálního okruhu)
Sokolinaja Gora (rusky Соколиная Гора) je stanice na Moskevském centrálním okruhu. Je nazvána po čtvrti, ve které se částečně nachází. Není zde možné přestoupit na metro ani příměstské vlaky. Tato stanice byla otevřena 11. října 2016, tedy o více než měsíc později, než byl zahájen provoz celé linky.

## Charakter stanice
Stanice Sokolinaja Gora se nachází na hranici čtvrtí Izmajlovo a Sokolinaja Gora mezi ulicemi Okružnoj projezd (Окружной проезд) a Severo-vostočnaja chorda (Северо-восточная хорда) na sever od jejich křížení s Osmou ulicí Sokoliné Gory (8-ая улица Соколиной горы).
Stanice disponující dvěma bočními nástupišti se nachází v mělkém zářezu, vestibul je propojen s pěším přechodem z roku 2011, na jehož místě byl původně silniční nadjezd nad tratí. Východy z přechodu směřují do obou sousedních ulic a do centra Izmajlovského parku. U hrany nástupiště blíže k Okružnému projezdu zastavují vlaky, které jedou ve směru hodinových ručiček, u nástupiště blíže Severo-vostočné chordě zastavují vlaky, které jedou naopak.